# فيكتور تشوكارين
فيكتور تشوكارين (Viktor Chukarin) (بالروسية: Ви́ктор Ива́нович Чука́рин) هو لاعب أولمبي لرياضة الجمباز من الاتحاد السوفيتي. شارك في الأولمبياد الصيفي في 1952–1956، وفاز بما مجموعه 11 ميدالية.

## الميداليات
| ذهب | فضة | برونز | المجموع |
| 7   | 3   | 1     | 11      |

## روابط خارجية
- فيكتور تشوكارين على موقع الاتحاد الدولي للجمباز (licence) (الإنجليزية)
- فيكتور تشوكارين على موقع الاتحاد الدولي للجمباز (biography) (الإنجليزية)
- فيكتور تشوكارين على موقع اللجنة الأولمبية الدولية (الإنجليزية)
- فيكتور تشوكارين على موقع أوليمبيديا (الإنجليزية)